# Larisa Iordache
Larisa Andreea Iordache (/la'risa jor'dake/, Bucareste, 19 de junho de 1996) é uma ginasta artística romena que faz parte da equipe nacional romena. Dupla campeã e medalhista de prata do Campeonato Europeu de Ginástica Artística de 2012. Medalhista de bronze olímpica em Londres 2012.
Na Roménia a chamam "a nova Nadia Comăneci".
Pouco antes da Olimpíada de Londres 2012, Larisa Iordache desenvolveu uma inflamação dolorosa chamada fascite plantar em sua perna esquerda. Mais precisamente, a perna doía e antes, a dor persistia apesar de tratamento e Larissa em Londres passou por uma ressonância magnética que revelou a fascite plantar. Isso reduziu as chances de sucesso da equipa romena que em maio venceu o Campeonato Europeu. Também não ficou claro se no final da equipe Larisa seria capaz de participar em todas as 4 modalidades para se qualificar para a final do all around.

## Principais resultados
| Ano  | Evento                                    | AA                | Equipe            | Salto sobre o cavalo | Trave             | Barras assimétricas | Solo              |
| ---- | ----------------------------------------- | ----------------- | ----------------- | -------------------- | ----------------- | ------------------- | ----------------- |
| 2012 | Campeonato Europeu                        |                   | Medalha de ouro   |                      | Medalha de prata  |                     | Medalha de ouro   |
| 2012 | Jogos Olímpicos                           | 9º                | Medalha de bronze |                      | 6º                |                     |                   |
| 2013 | Campeonato Europeu                        | Medalha de prata  |                   | Medalha de prata     | Medalha de ouro   |                     | Medalha de prata  |
| 2013 | Campeonato Mundial de Ginástica Artística | 4º                |                   |                      | 7º                |                     | Medalha de bronze |
| 2014 | Campeonato Europeu                        |                   | Medalha de ouro   | Medalha de bronze    | Medalha de prata  | 6°                  | Medalha de ouro   |
| 2014 | Campeonato Mundial de Ginástica Artística | Medalha de prata  | 4°                |                      | 5°                |                     | Medalha de prata  |
| 2015 | Campeonato Mundial de Ginástica Artística | Medalha de bronze | 13º               |                      |                   |                     |                   |
| 2017 | Campeonato Europeu                        |                   |                   |                      | Medalha de bronze |                     |                   |
| 2017 | Universíade                               | Medalha de ouro   |                   |                      | Medalha de bronze | 5º                  | Medalha de ouro   |
| 2017 | Copa do Mundo - Paris                     |                   |                   |                      | Medalha de ouro   | 4º                  | Medalha de prata  |